# Менеу
Менеу̀ (на гръцки: Μενεού) е село в Кипър, окръг Ларнака. Според статистическата служба на Република Кипър през 2001 г. селото има 1196 жители.
Намира се на 3 km североизточно от Кити.